# Binzen
Binzen est une commune allemande autonome du Bade-Wurtemberg, située dans le district de Fribourg-en-Brisgau et l'arrondissement de Lörrach. Elle se trouve au nord de Weil am Rhein.

## Histoire
La première mention de Binzen se trouve dans un document daté de 764. Pour d'autres historiens le parchemin gardé aux Archives nationales à Paris date du 17 juillet 767.
Le 22 décembre 1448 dans la foulée de représailles contre les Autrichiens, les citadins Bâlois mettent le feu au château de Binzen. Reconstruit il passa en 1503 en main de l'Évêché de Bâle avec l'église. La Châtellenie de Binzen était considérée comme une des trois possessions de la Principauté épiscopale de Bâle sur la rive droite du Rhin, de 1503 jusqu'à sa cession le 21 octobre 1769. Le château de Binzen fut incendié pendant la guerre de Trente Ans, non par la volonté des soldats français, mais par leur imprudence. L'évêque protesta auprès du chef de la garnison stationnée à Breisach. Il ne fut pas reconstruit. Le château était situé le long de la rivière Kander (de). Une schlossgasse existe au milieu du village. À la fin du XVIIIe siècle Binzen était aussi appelé Binzheim.

## Personnalité célèbre
- Fritz Schülin, instituteur et historien du margraviat (1905-1980). Une rue porte son nom.
- Werner Glatt, industriel, (1922-2014).

## Notes et références

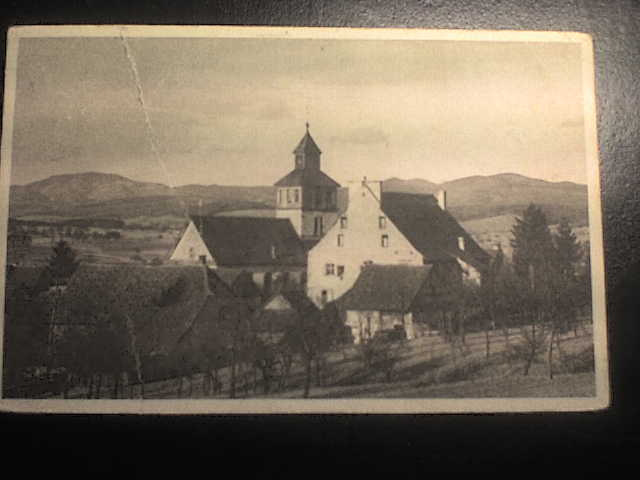
Binzen en 1917
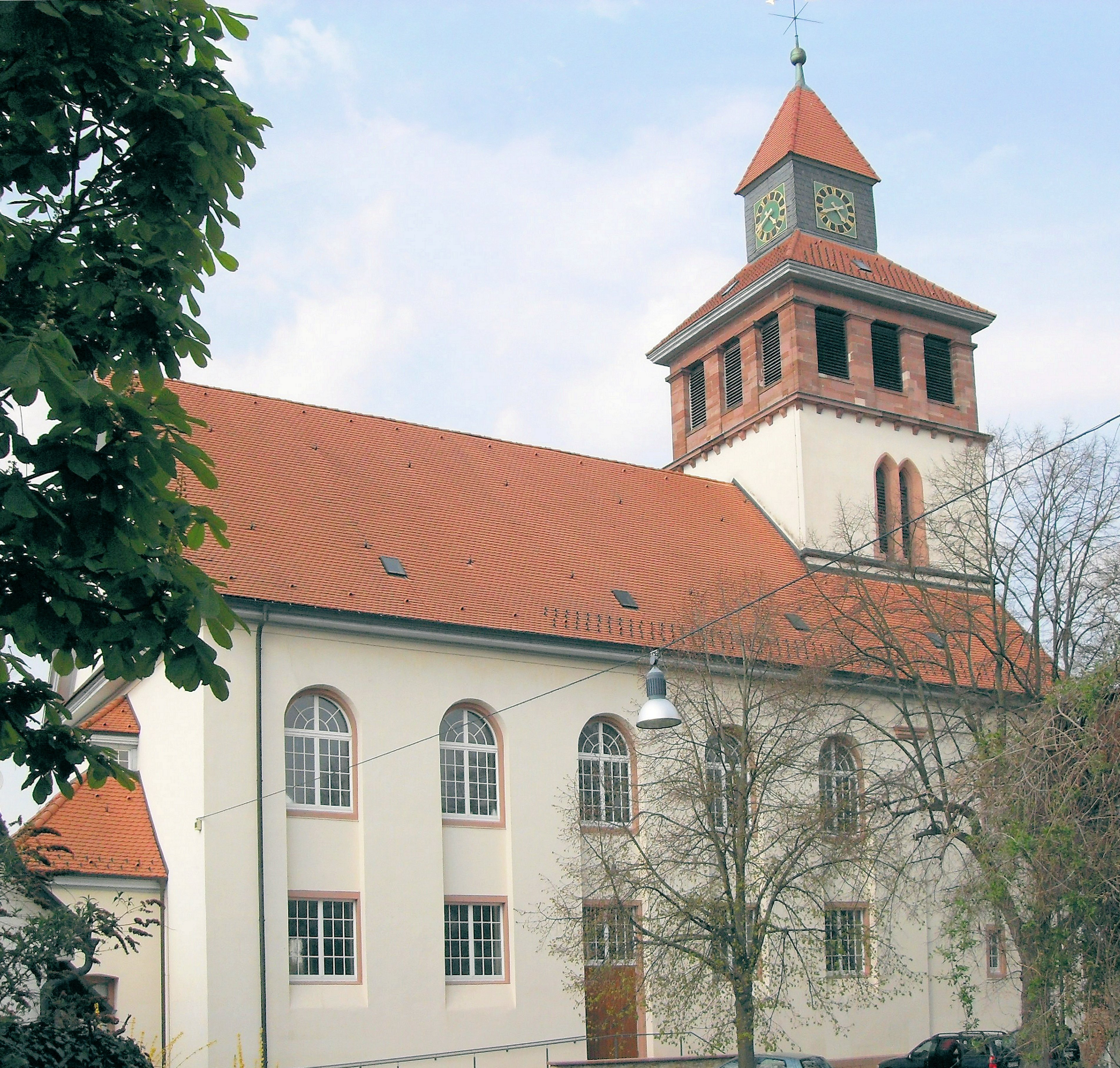
L'église Saint-Laurent
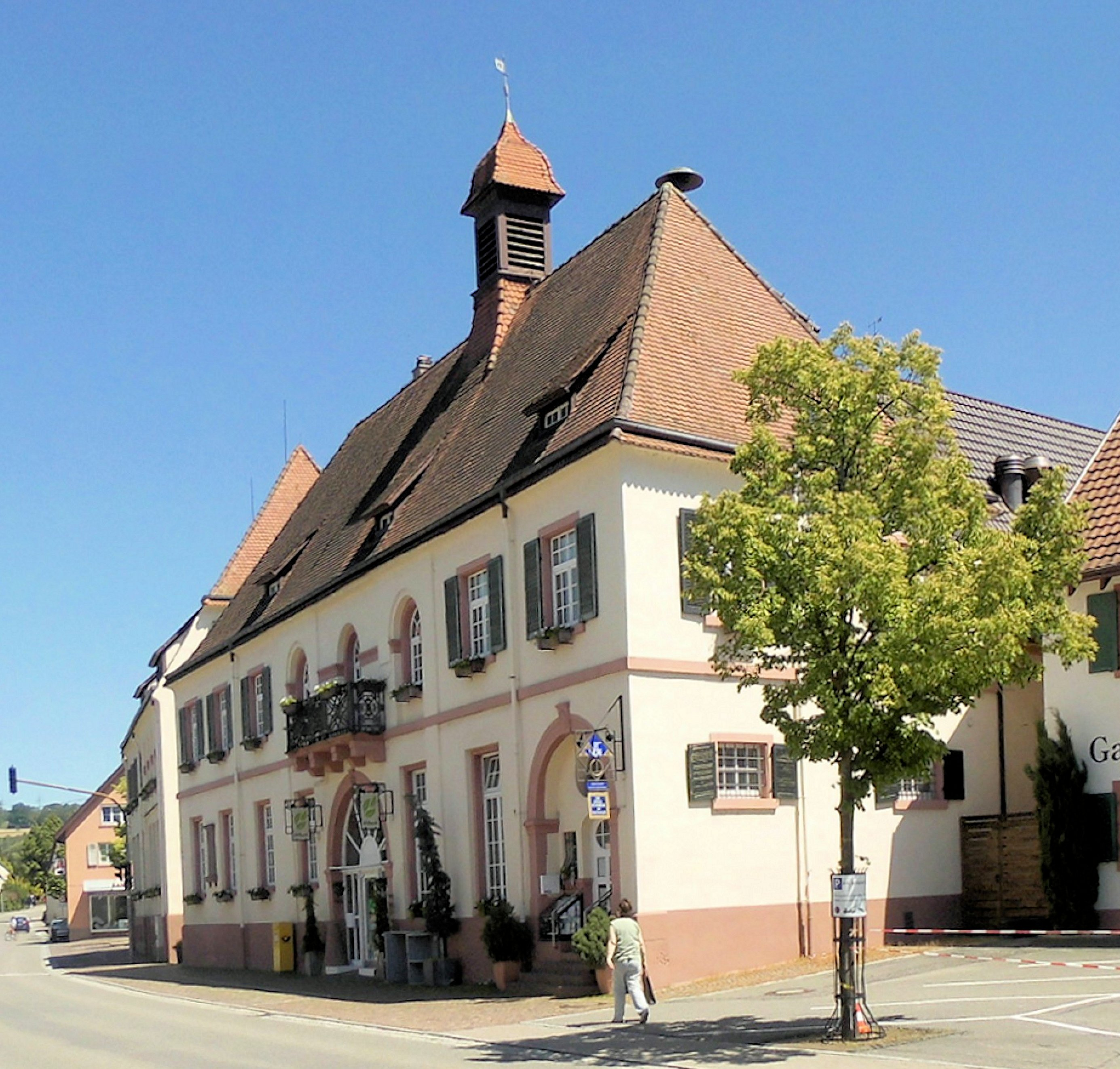
Hôtel de ville
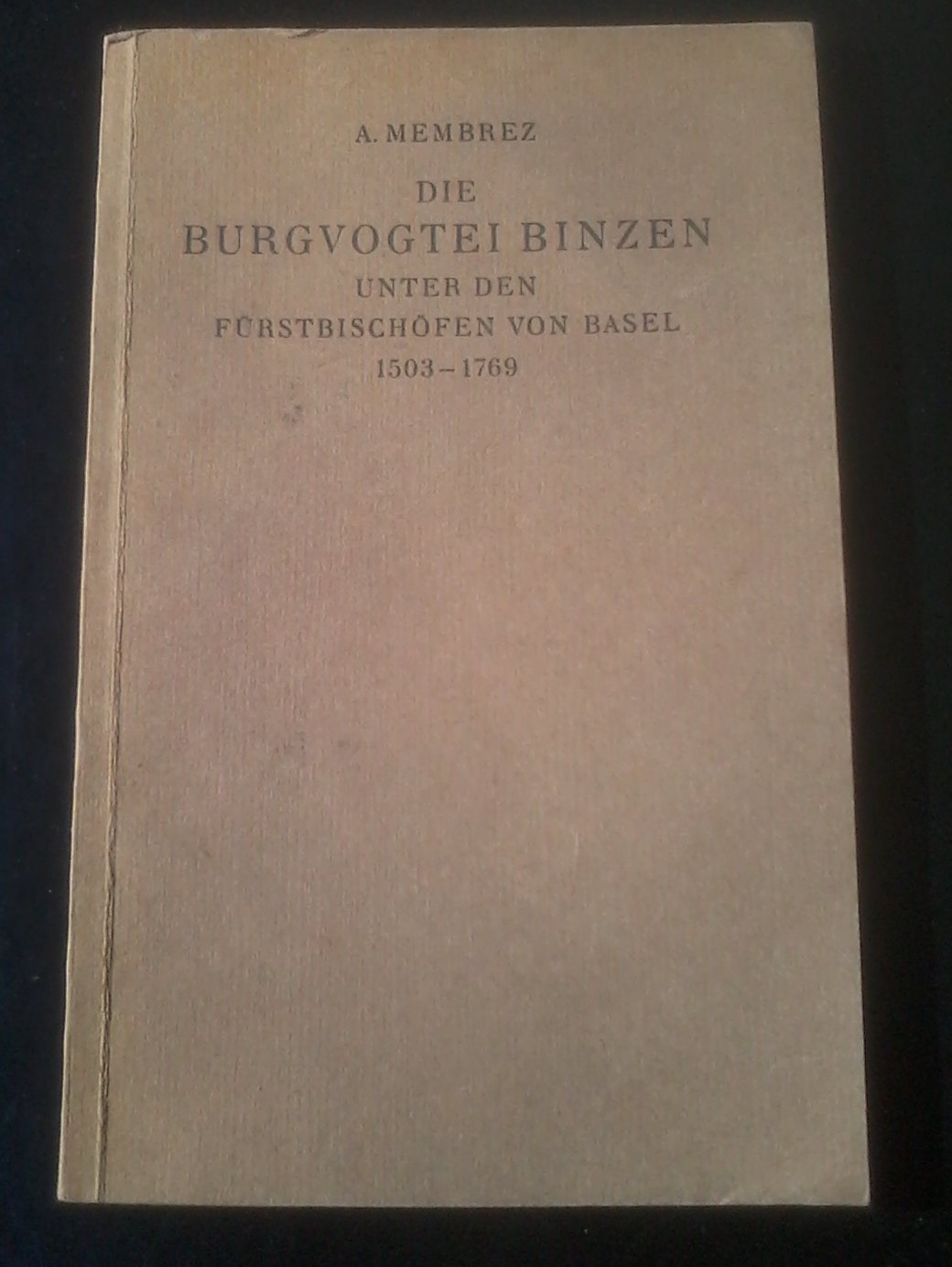
L’œuvre de l'archiviste